# Украинци в България
Украинците са осмата по численост народност в България. Според преброяването на населението през 2011 г. те са 1789 души, или 0,02 % от населението на страната.

## История
Правилно е появата на украинската общност в България да се свързва с известния украински учен и обществен деец Михайло (Михаил) Драгоманов (1841 – 1895). Той пристига в София през 1889 г. по покана на българския министър на образованието и преподава най-нова история във Висшата школа (дн. Софийски университет „Св. Климент Охридски“). За постоянно се установява в България дъщерята на Драгоманов – Лидия (1866 – 1937), която се омъжва за Иван Шишманов (1862 – 1928) – ученик на Драгоманов, професор, първия български славист и украинист. Между другото, през 1918 г., когато Царство България признава Украинската народна република (УНР), проф. Шишманов е изпратен в Киев като посланик (в София от 1918 до 1920 г. също има посолство на УНР). През 1943 г. синът на Лидия и Иван Шишманови – Димитър Шишманов (1899 – 1945), е министър на външните работи на България. През 1945 г. след присъда на комунистическия т. нар. народен съд той е разстрелян като „враг на народа“ (реабилитиран през 1996 г.). През 1895 г. в София по покана на семействата Драгоманови и Шишманови гостува украинската поетеса Леся Украинка (1871 – 1913). По инициатива на украинското посолство и украинците в България през 1995, 2005 и 2009 г. гробът на Михайло Драгоманов на Централните софийски гробища е възстановен и подреден.
Следващата вълна от украинци пристига в Българя след октомврийския преврат в Руската империя през 1917 г. и гражданската война по украинските земи. Ако първата вълна от емиграция на украинци в България е представена от незначителна група украински интелектуалци, то втората е значително по-многобройна. Според някои данни става дума за над 2000 души патриотично настроени украинци, а ако говорим и за рускоезичните, то се споменава число от порядъка на 20 000. Но те се водят като белоемиграция и украинските организации, съществували тук през 20-те и 30-те години на 20 век и забранени през 1945 г., предпочитат да не контактуват с тях. Сред тези украински центрове трябва да се споменат „Украинска общност“ с клонове в Пловдив, Варна, Видин, Русе, Севлиево, Ловеч, украинското гимнастическо дружество „Сеч“, дружество „Украински сокол“, Украинско национално-казашко дружество, Украинско дружество на запорожките казаци „Хетман Сагайдачний“.  Сред видните български личности-потомци на украинската белоемиграция е поетесата Ваня Петкова.
Един от лидерите на „Украинска общност“ е известният украински скулптор Михайло Парашчук (1878 – 1963) – ученик на Огюст Роден. Някои български архитекти наричат Парашчук „баща на архитектурната скулптура в България“. Той се налага с творческия си подход при художественото оформяне на печатницата на Стайков (фигурата на Гутенберг), къщата-резиденция на Хаджипетрови, дома на д-р Стамболиев, Дома на правниците, Банката за земеделски кредит в София, Българската търговско-индустриална камара в Бургас, унгарското и френското посолство. Някои от тези сгради са разрушени от бомбардировките през Втората световна война. На Парашчук българските архитекти възлагат украсата и на такива монументални сгради, като БНБ (декоративните мотиви с лъвове на „потъващите“ врати и зодиакалния часовник в оперативната зала, разкошния хол на втория етаж с колоните и капителите), Съдебната палата (оригиналните орнаментирани рамки на парадните врати), Министерството на отбраната, Военната академия „Г.С. Раковски“ (неповторимите релефи по сюжети на българската история във входното антре, разположени над петте врати – „Аспарух минава Дунава“, „Цар Симеон пред стените на Цариград“, „Отбраната на Шипка“).
През 1932 г. украинците в София начело с Парашчук организират препогребване на Михайло Драгоманов, на гроба му поставят паметник, изработен от самия Парашчук. На паметника има надпис: „На великия гражданин на украинската емиграция“. През 1963 г. Михайло Парашчук почива и е погребан до Драгоманов. Посмъртно за принос към българската култура той е награден с орден „Кирил и Методий“. През декември 1998 г. на гроба на Парашчук със средствата, събрани от украинските дипломати, бизнесмени и диаспора, също е поставен паметник с бюста на твореца, изработен от Вежди Рашидов.
Последната активна организация на украинците в България е Украинско културно обединение (УКО). През 1944 г., когато страната е окупирана от Червената армия, неговите лидери Иван Колисниченко и Дмитро Майстренко са арестувани и изпратени в Москва. Какво се е случило с тях, не се знае. В ръцете на СМЕРШ по чудо не попада само Сергий Юзефович – секретар на УКО, но с него се захваща българската „Държавна сигурност“ и по-късно той преминава през местните лагери. Юзефович е роден през 1915 г. в Централна Украйна, след октомври 1917 г. се озовава в Германия, после – в Полша, където следва. През Втората световна война воюва в редиците на полската войска. Ранен е. Разгромен, неговият полк отказва да се предаде на немците, но не вярва и на болшевиките, затова поема към Балканите. През 1943 г. Сергий Юзефович пристига в България като представител на умереното крило („мелникивци“) на Организацията на украинските националисти. Живее във Велико Търново, признат е от украинската общност в България като нейния доайен.
Архивът на Михайло Парашчук, който съдържа много интересни данни за украинската емиграция и диаспора в България и света се обработва. През 2001 г. Емине Хакова от Държавния архив и дипломатът Виталий Москаленко подготвят каталогът „Украинска емиграция в България след Първата световна война“, а през 2007 г. – научно-инвентарен опис на архива на Парашчук. Сега се работи върху сборника с документите от този архив.
През социализма в България започва да пристига третата вълна на украинската емиграция. Условно тя може да се назове „брачна“, защото основната причина за идване на украинците тук е бракът с български гражданин. По това време в Украйна учат и работят много българи. Но тази емиграция предимно е рускоезична, въпреки че чудесно пее украински песни, и след разпадането на СССР през 1991 г. много хора от нея придобиват руско или българско гражданство. Това, че част от украинците не стават граждани на Украйна, се обяснява и с факта, че украинското посолство се открива в София едва през май 1993 г. А и Русия не се противи на двойното гражданство, докато Конституцията на Украйна го забранява категорично.
Според някои данни през 1991 г. в България има 5 – 6000 украинци. Десет години по-късно, по време на националното преброяване през 2001 г., българските граждани с украински произход са 2489 (за сравнение, с руски – над 15 000). Съгласно българското законодателство именно тези около 2500 украинци трябва да се водят като украинска диаспора (или малцинство) и нейните организации могат да членуват в Националния съвет за сътрудничество по етнически и демографски въпроси към Министерския съвет и да претендират за държавно финансиране на дейността си.
Преди години украинците започват да се обединяват в свои сдружения и сега юридически регистрирани такива организации има в София („Мати-Украйна“), Бургас („Украйна-Диаспора“), Варна („Черноморие“), Добрич („Добруджа-Украйна“), Силистра („Украински дом“).
През 2002 г. към „Мати-Украйна“ започва да работи Украинското неделно училище, където Антонина Якимова – професионален педагог, завършила Киевския университет „Тарас Шевченко“, преподава на 15 – 20 деца украински език и роден край. Сега училището се премести в сградата на посолството в София, където има клас, специално оборудван с финансовата помощ на Украинската държава. Впрочем, с тази помощ диаспората се снабдява с компютри, монитори, принтери, фотоапарати, фитнес уреди, възстановени са паметниците на Михайло Драгоманов и Михайло Парашчук, брутално ограбени от вандали в края на миналия век.
През 2004 г. Украинското неделно училище започна да работи и към Консулството във Варна. Там е преподавала съпругата на един от дипломатите – Нина Кирилич. Училището не работи.
През 20-те и 30-те години на 20 век в България излизат следните украински печатни издания: „Украинско-български преглед“, „Украинско слово“, „Да се сплотяваме“, „На стража“, „Независимост“. През март 1935 г. се появява списанието „Украинско-български вести“, но то излиза само веднъж. От август 1994 г. до април 2001 г. редовно, всеки месец, излиза вестникът „Украйна прес“. През 1998 г. той може да се чете и в интернет, където го има, само че под друго име – „Украински вести“ (www.ukrpressbg.com). „Украйна прес“ заедно с информационния бюлетин на украинското посолство „Украйна“ (1993 – 1997) запълват информационния вакуум за Украйна в България. Читателите научават не само актуалните новини, но и за историята и културата на Украйна, за вековните връзки между двата народа.
През пролетта на 2009 г. в София на площад „Възраждане“ се появява паметник на украинския гений Тарас Шевченко. Това е огромно постижение на единните усилия на Украинската държава, посолството на Украйна, общността и украинските и българските бизнесмени-спонсори.
И така, украинската общност в България има своя славна история. Но комунистическите 45 години лишават българските украинци от връзката между поколенията, тя се прекъсва и в началото на 90-те години на 20 век де факто развитието на диаспората започва почти от нулата. За да ги подкрепи, през 2000 г. в София пристига тогавашният председател на Световния конгрес на украинците Асколд Лозинский, а през 2010 г. – председателят на Европейския конгрес на украинците Ярослава Хортяни. Именно с нейното съдействие и по инициативата на Красимир Панковски – лидер на младите украинци в България, в София (а после и в Банско) се провежда Първата конференция на младежките организации на украинската диаспора в Европа.
Много за развитието на украинската общност в България прави и украинското посолство, в частност дипломатите Виталий Москаленко, Микола Ярмолюк, Виталий Пейчев.

## Численост и дял
Численост и дял на украинците според преброяванията на населението в България през годините:
| Година | Дял (в %) | Численост |
| 2001   | 0.03      | 2489      |
| 2011   | 0.02      | 1789      |

### В административно-териториално отношение
Численост на украинците по области, според преброяването на населението през 2001 г.:
| Област         | Численост | Дял (в %) |
| Общо           | 2489      | 0.031     |
| -------------- | --------- | --------- |
| Благоевград    | 78        | 0.022     |
| Бургас         | 185       | 0.043     |
| Варна          | 208       | 0.045     |
| Велико Търново | 113       | 0.038     |
| Видин          | 40        | 0.030     |
| Враца          | 55        | 0.022     |
| Габрово        | 45        | 0.031     |
| Добрич         | 74        | 0.034     |
| Кърджали       | 20        | 0.012     |
| Кюстендил      | 34        | 0.020     |
| Ловеч          | 29        | 0.017     |
| Монтана        | 46        | 0.025     |
| Пазарджик      | 61        | 0.019     |
| Перник         | 44        | 0.029     |
| Плевен         | 72        | 0.023     |
| Пловдив        | 197       | 0.027     |
| Разград        | 23        | 0.015     |
| Русе           | 93        | 0.034     |
| Силистра       | 32        | 0.022     |
| Сливен         | 35        | 0.016     |
| Смолян         | 27        | 0.019     |
| Софийска       | 59        | 0.021     |
| София          | 571       | 0.048     |
| Стара Загора   | 109       | 0.029     |
| Търговище      | 21        | 0.015     |
| Хасково        | 51        | 0.018     |
| Шумен          | 95        | 0.046     |
| Ямбол          | 72        | 0.046     |